# Patientenverfügungs-Gesetz
Das Patientenverfügungs-Gesetz ist ein seit dem 1. Juni 2006 geltendes Gesetz in Österreich.

## Reichweite des Gesetzes
Damit können ärztliche Behandlungen teilweise oder ganz abgelehnt werden. Gewünschte Behandlungen oder juristisch eindeutiger Behandlungen, denen im Voraus zugestimmt wurde, können von den Patienten aber nicht erzwungen werden. Die Entscheidung über ihre Durchführung muss auch der behandelnde Arzt treffen. Eine Patientenverfügung nach dem Gesetz lässt den behandelnden Ärzten, sofern sie davon erfahren, keinerlei Auslegungsspielraum bei abgelehnten Behandlungsformen. Damit sollen Patienten bis zu fünf Jahre im Voraus bestimmen können, welche Behandlungsmethoden sie für sich ablehnen, sollten sie zum Zeitpunkt der Behandlung nicht mehr in der Lage sein, Entscheidungen zu treffen. Der Zeitraum lässt sich bei Einhaltung gewisser Formalien weiter verlängern. Dem gleichgestellt sind die sich daraus ergebenden pflegerischen Handlungen (Krankenpflege).

## Verbindliche und beachtliche Patientenverfügungen
Das Gesetz unterscheidet zwischen der „verbindlichen“ und der „beachtlichen“ Patientenverfügung. Für eine „verbindliche“ Patientenverfügung ist volle Einsichts- und Urteilsfähigkeit nötig. Minderjährige oder Personen, die unter Sachwalterschaft stehen, können diese Erklärung nicht abgeben. Die Patientenverfügung, die nach Beratung durch einen Arzt bei einem Notar, einem Rechtsanwalt oder der Patientenanwaltschaft unterzeichnet wird, soll maximal fünf Jahre gültig sein. Die Beratung bei den österreichischen Patientenanwaltschaften ist kostenlos.
Wenn nicht alle Formvorschriften eingehalten werden, ist es eine „beachtliche“ Verfügung, die den Ärzten als Orientierungshilfe dienen soll und kann.

## Gliederung des Gesetzes
Das Patientenverfügungs-Gesetz besteht aus 19 Paragrafen, die in fünf Abschnitten zusammengefasst sind:
- 1. Allgemeine Bestimmungen

§ 1 Anwendungsbereich (verbindlich - beachtlich)

§ 2 Begriffsbestimmungen (Willenserklärung, mit der eine medizinische Behandlung abgelehnt wird; Wer ist „Patient/Patientin“)

§ 3 höchstpersönliches Recht, Frage der Einsichts- und Urteilsfähigkeit
- 2. Verbindliche Patientenverfügung

§ 4 Inhalt (konkrete Beschreibung der abgelehnten Behandlungen, zutreffende Einschätzung der Folgen)

§ 5 Aufklärung durch einen Arzt, Dokumentation 

§ 6 Voraussetzungen der Verbindlichkeit (schriftlich, Datum, vor Rechtsanwalt, Notar oder Patientenvertreter)

§ 7 Erneuerung (fünf Jahre verbindlich, wenn nicht erneuert; Möglichkeit der Abänderung)
- 3. Beachtliche Patientenverfügung

§ 8 Voraussetzungen

§ 9 Beachtlichkeit
- 4. Gemeinsame Bestimmungen

§ 10 Unwirksamkeit (nicht frei und ernstlich; Irrtum, List, Täuschung, Zwang; strefrechtlich nicht zulässig; wesentliche Änderung des Standes der Wissenschaft; Widerruf durch Patient/Patientin)

§ 11 sonstige mögliche Inhalte (z. B. Vertrauensperson)

§ 12 Notfälle

§ 13 Pflichten des Patienten

§ 14 Dokumentationspflichten des aufklärenden oder behandelnden Arztes

§ 15 Verwaltungsstrafbestimmung
- 5. Schlussbestimmungen

§ 16 - § 19 (bes. In-Kraft-Treten, Vollzugsklausel).

## Vorsorgevollmacht in Österreich
Seit dem 1. Juli 2007 (Inkrafttreten des Sachwalterrechts-Änderungsgesetzes) ist im österreichischen Recht auch die Vorsorgevollmacht als vorrangiges Rechtsinstitut gegenüber einer Sachwalterschaft gesetzlich normiert worden. Die Regelungen finden sich in den § 284f, § 284g und § 284h ABGB.